# Софроније I Цариградски
Софроније I Цариградски (грч. Σωφρόνιος; умро после 1464) био је васељенски патријарх Цариграда од јуна 1463. до августа 1464. Датуми његове владавине су предмет спорова међу научницима, а крећу се од 1462. до 1464. године.

## Живот
Готово ништа се не зна о животу и патријаршији Софронија I. Познат је акт са његовим именом датиран из августа 1464. године којим се потврђује да је крст припадао цару Давиду од Трапезунта. Документ је вероватно фалсификат, али нам потврђује да је Софроније I заправо био патријарх.Према Бланшеу, који Софронијеву владавину смешта после Јоасафа I, он је био митрополит Хераклеје пре него што је изабран за патријарха.
Један примарни извор означава Софронија I именом Сиропулос. Стога се претпостављало, али није доказано, да је Софроније заиста био Силвестер Сиропулос, православни свештеник који је учествовао на Ферарско-фирентинском сабору и који је написао његову хронику. Силвестер Сиропулос је припадао фракцији која је била за Источно-Западну унију цркава и потписао је документа сабора. Ова чињеница говори против могуће идентификације Софронија са Силвестером Сиропулосом; међутим, ако је он заиста иста особа, то би могло оправдати виртуелно „damnatio memoriae“ приказано у примарним изворима против њега.

## Спорна хронологија
Хронологија владавине Софронија I је предмет спорова међу научницима. Новији радови, као што су Киминас (2009), Подскалски (1988), Лоран (1968) и Рансиман (1985), смештају владавину Софронија I после Јоасафа I Цариградског, датирајући је између јуна 1463. и августа 1464. године.
Други научници, пратећи епископа Гемана Сардијског (1933–1938) и Грумела (1958), као и званичну веб страницу Васељенске патријаршије, претпостављају да је Софроније I владао пре Јоасафа I од Цариграда, међутим, датуми које они наводе разликују се само за неколико месеци од горе поменутих због другачије предложене дужине другог мандата Генадија II од Цариграда. Бланше (2001) смешта владавину Софронија I од 1. априла 1462. до лета 1464. године, директно после Исидора II од Цариграда и непосредно пре Јоасафа I.
Штавише, не постоји консензус међу научницима о дужини и хронологији другог и трећег мандата Генадија II, који су наводно смењивали патријархате Јоасафа I и Софронија I.